# الحقيبي (بعدان)

تعديل مصدري - تعديل

الحقيبي هي إحدى قرى عزلة المنار بمديرية بعدان التابعة لمحافظة إب، بلغ تعداد سكانها 339 نسمة حسب تعداد اليمن لعام 2004.